# Анналы Яна из Торговиска
Анналы Яна из Торговиска (пол. Rocznik Jana z Targowiska) — написанные на латинском языке во 2-й пол. XV в. исторические заметки перемышльского епископа Яна из Торговиска (ум. в 1 июня 1492). Находятся на полях 5 последних листов кёльнского издания сочинения В. Ролевинка «Fasciculus temporum» (1474 г.). Охватывают период с кон. XIV в. до 1491 г. Описывают главным образом историю Польши и Литвы, особенно в контексте их взаимоотношений с соседними странами: Венгрией, Чехией, Молдавией и Турцией. Также содержат отдельные сведения по истории Италии и Германии. Представляют интерес своими уникальными сведениями о татарских и волошских набегах на Южную Русь в 1481 и 1490—1491 гг.

## Издания
- Rocznik Jana z Targowiska / wydal E. Kalitowski // MPH, Tomus 3. Lwow. 1878, p. 232—240[2].

## Переводы на русский язык
- Анналы Яна из Торговиска в переводе А. С. Досаева на сайте Восточная литература